# Marko Simonowski
Marko Simonowski (mac. Марко Симоновски; ur. 2 stycznia 1992 w Skopju) – macedoński piłkarz grający na pozycji napastnika.

## Kariera piłkarska
Simonowski profesjonalną karierę rozpoczął w klubie Metałurg Skopje, w którym, z półroczną przerwą na występy w Napredok Kiczewo (jesień 2012 roku), występował do 2014. Następnie odszedł do klubu Amkar Perm. W 2015 przeszedł do RNK Split.

## Kariera reprezentacyjna
Simonowski ma na koncie występy w kadrze do lat 19 i 21. W dorosłej reprezentacji Macedonii zadebiutował 14 grudnia 2012 roku w towarzyskim spotkaniu przeciwko Polsce. Na boisku pojawił się w 75. minucie. Dotychczas rozegrał w kadrze jedno spotkanie (stan na 15 lipca 2013).
| Mecze i gole w reprezentacji | Mecze i gole w reprezentacji | Mecze i gole w reprezentacji | Mecze i gole w reprezentacji | Mecze i gole w reprezentacji | Mecze i gole w reprezentacji | Mecze i gole w reprezentacji |
| 2012                         | 2012                         | 2012                         | 2012                         | 2012                         | 2012                         | 2012                         |
| ---------------------------- | ---------------------------- | ---------------------------- | ---------------------------- | ---------------------------- | ---------------------------- | ---------------------------- |
| 1.                           | 14.12.2012                   | Antalya, Turcja              | Polska                       | 1:4                          | 0                            | towarzyski                   |

## Sukcesy
- Puchar Macedonii: 2011 (Metalurg)